# Kudurlu (Chéki)
Kudurlu est un village de la région de Şəki en Azerbaïdjan.

## Géographie
Le village de Kudurlu de la région de Şəki est situé dans la circonscription administrative du village de Garadaghli.

## Population
Selon les statistiques de 2009, la population du village est de 472 personnes.